# 벤즈 안톤

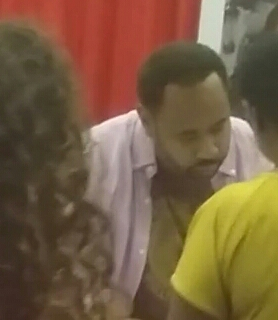

벤즈 안톤(Rubens Antoine, 1972년 6월 22일 ~ )은 아이티의 배우, 텔레비전 배우이다.
몬트리올에서 태어났다.

## 영화
- 베티 앤 코레타 (2013년) - 랄프 애버나시 역
- 아이스 솔저 (2013년)
- 어나더 사일런스 (2011년)
- 링 오브 디시트  (2009년)
- 애니멀 2 (2008년)
- 데스 레이스 (2008년)
- 마이 도터스 시크릿 (2007년) - 마크 역
- 브랙패스트 위드 스콧 (2007년)
- 아임 낫 데어 (2007년)
- 톡 투 미 (2007년)
- 킹 오브 소로 - 참을 수 없는 슬픔 (2006년)
- 겟리치오어다이트라잉 (2005년)
- 가이 X (2005년)
- 4 브라더스 (2005년)
- 아이스 바운드 (2003년)
- 뷰 오브 테러 (2003년)
- 고티카 (2003년)
- 속죄 (2002년)
- 트워스 더 나잇 (2001년)
- 그들만의 아기 (2001년)
- 킬링 야드 (2001년)
- 레저렉션 2 (2000년)
- 에이리언 애브덕션: 인서던트 레이크 카운티 (1998년)
- 달콤한 거짓말 (1998년)
- 제3의 눈 (1995년)